# Боррас, Энрике
Энрике Боррас Ориол (исп.Enrique Borrás; 9 сентября 1862, Бадалона близ Барселоны — 4 ноября 1957, Барселона) – испанский и  каталонский театральный актёр.
В юности выступал в небольших каталонских труппах. В 1886 году вступил в труппу А. Вико, затем работал в театрах «Ромеа» (Барселона), «Эспаньоль» и «Реаль» (Мадрид). В 1904—1905 годах играл в театрах Бильбао, Валенсии, Сарагосы и других, в 1907—1908 годах с успехом гастролировал в странах Южной Америки. 

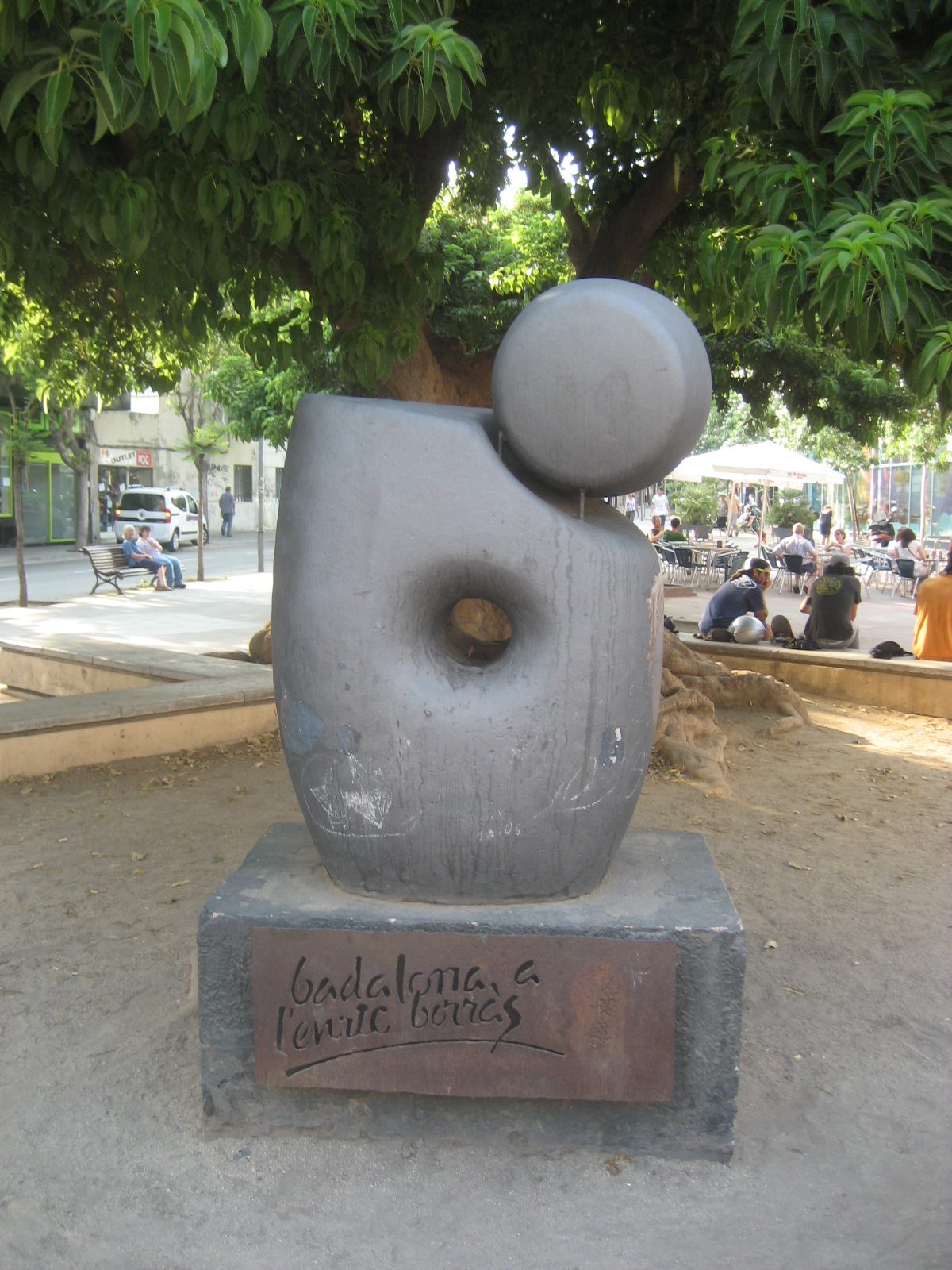
Памятник Э Боррасу в Бадалоне

Известность Борраса связана с исполнением ролей: Педро Креспо («Саламейский алькальд» Кальдерона), Отелло (одноименное произведение Шекспира), Манлико («Болото» Гимера). 
Играл также главные роли в пьесах Х. Эчегарая, С. Русиньоля, И. Иглесиаса и др. По отзывам современных критиков обладал бурным темпераментом. В честь него был переименован театр «Ромеа» в Барселоне (с 1944 года называется «Боррас»).

## Источник
- Боррас, Энрике — статья из Большой советской энциклопедии.
- Энциклопедический словарь. 2009.
- Большой Энциклопедический словарь. 2000.